# بيتا (نابلس)
بيتا هي بلدة فلسطينية تابعة لمحافظة نابلس من أراضي السلطة الفلسطينية تقع على بعد 13 كم جنوب - شرق مدينة نابلس وشرقي طريق (نابلس - رام الله). يحدها من الجنوب قبلان ويتما ومن الشرق أوصرين وعقربا ومن الغرب «شارع نابلس رام الله» وحوارة ومن الشمال عورتا.

## التسمية
وقد سميت بهذا الاسم كونها مبيتا آمنا لجميع السُّكان. ويقال أن أهالي القرى المجاورة يهرعون لبلدة بيتا لأخذ السكن والاستقرار في بلدة لاحتوائها الأمن والامان، وفي رواية أخرى أنها كانت مبيتًا للحجاج قديمًا.

## الجغرافيا
تتشكل أراضي بيتا من مرتفعات جبلية يتخللها عدد من الأودية، التي تتجه في مجراها من الشرق إلى الغرب، وتُعد من أهم الأماكن العالية في فلسطين ومدينة نابلس. يقارب ارتفاعها ما بين 550 - 950 متر فوق سطح البحر، بينما تبلغ مساحة أراضيها كاملة 22000 دونم، تزرع بصورة أساسية بأشجار الزيتون والتين واللوز. فيها جبل عالي جداً ومرتفع ويسمى بـ (جبل العُرمة) من الجهة الشرقية للبلدة ويرتفع حوالي 890 متر عن سطح البحر. لهذا يكون تساقط الثلوج في الشتاء ويسجل دائماً أول التساقط في بلدة بيتا.
يوجد في البلدة العديد من العيون والينابيع، أهمها عين عوليم وعين روجان وبيرقوزا وعين سارة وعين المغارة وعين الغوطة.

## السكان
تنقسم القرية إلى جزئين يسمى الأول بيتا الفوقا ويشمل ثلثي السكان، ويسمى الثاني بيتا التحتا ويشمل الثلث المتبقي من السكان. حسب إحصاءات  منتصف عام 2017 كان عدد السكان في بيتا 11,682 نسمة. وتشكل مجموعة السكان في قرية بيتا خمس حمائل يتفرع منهم 30 عائلة. وقد أنتخب رئيس بلديتها الحالي عام 2013 وهو عثمان دويكات. وفي بيتا مدارس تغطي كافة مراحل التعليم وجمعية خيرية ولجنة زكاة. كما فيها اثار رومانية قديمة عبارة عن وحدات سكنية وسجون. على جبل العُرمة الذّي يقع شرق البلدة ويحده من الشمال مستوطنة إيتمار التابعة لبيت فوريك.

## التاريخ
هناك مركزان تاريخيان في بيتا؛ بيتا الفوقا إلى الشمال الشرقي وبيتا التحتا إلى الجنوب الغربي.

### العصر العثماني
تم دمج بيتا في الدولة العثمانية في عام 1517 مع كل فلسطين، وتم العثور على حد سواء في شوارع بيتا الفوقا وبيتا التحتا من أوائل العصر العثماني. في عام 1596 ظهرت بيتا في السجلات الضريبية على أنها في ناحية جبل عيبال من نابلس. كان عدد سكانها 50 أسرة، جميعهم مسلمون. دفع القرويون ضرائب على القمح والشعير والمحاصيل الصيفية وأشجار الزيتون والعائدات العرضية والماعز و / أو خلايا النحل، ومعصرة الزيتون أو العنب؛ ما مجموعه 8000 آقجة.

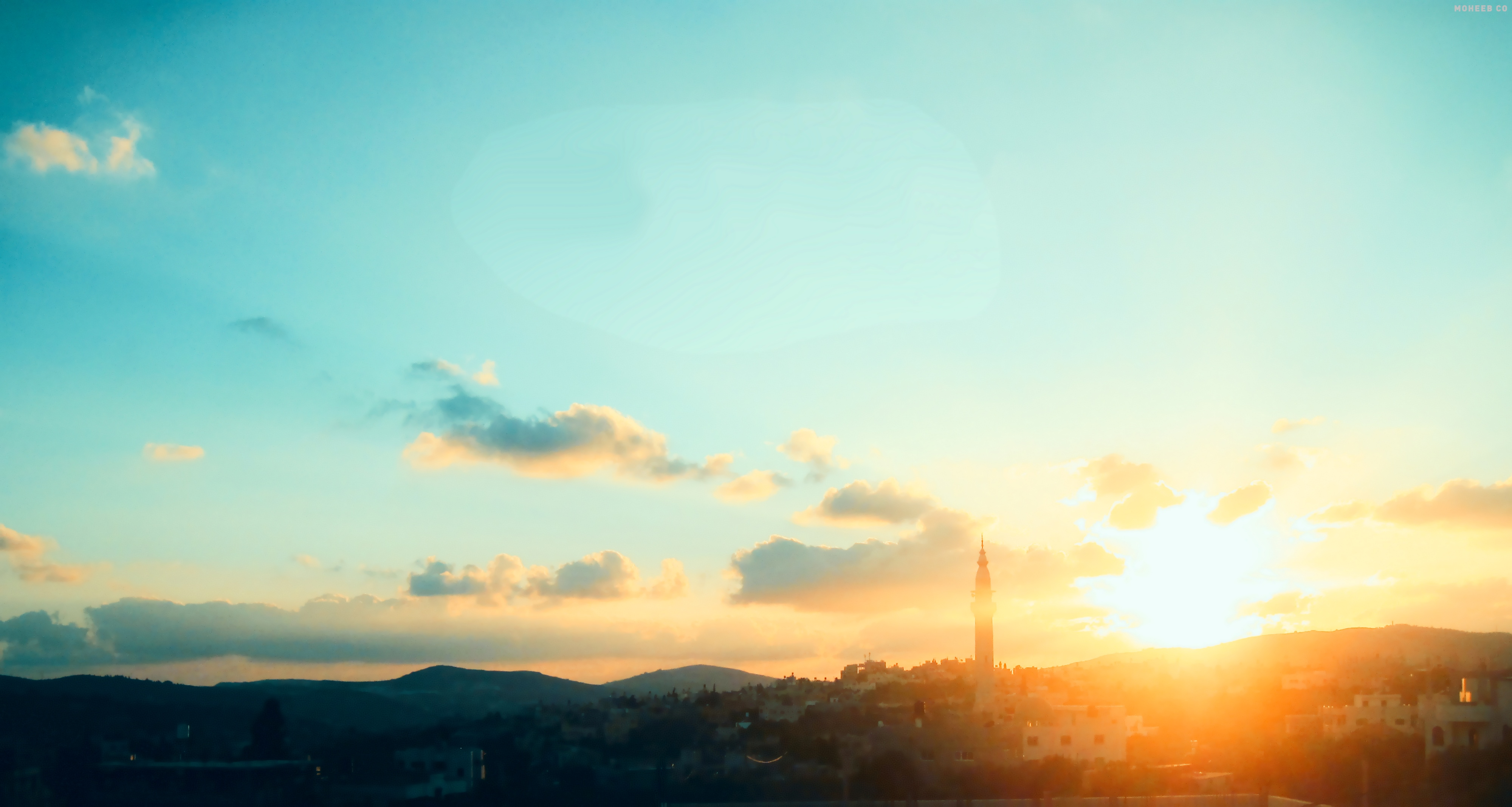
بلدة بيتا في نابلس

في عام 1838، لاحظ إدوارد روبنسون بيتا بأنها قرية كبيرة، تقع في منطقة البيتاوي، شرق نابلس.
في عام 1882، وصفها صندوق الاستكشاف الفلسطيني لفلسطين الغربية بأنها «قرية كبيرة، نوع من الضواحي إلى الجنوب، بالقرب من المقابر القديمة، يتم توفيرها بواسطة الآبار، وتحيط بها الزيتون. وهي تقف على التلال. شرقي سهل المخنة، وهي عاصمة المنطقة المسماة منه».

### الصراع الإسرائيلي الفلسطيني
في يناير 1988، تم تجميع 20 رجلاً من بيتا وحوارة، تم تحديدهم في تقرير جهاز الأمن العام بعد اشتباكات مع قوات الاحتلال لتورطهم في رمي الحجارة، وتم تجميعهم، وتقييدهم، دون مقاومتهم، بأصفاد بلاستيكية وكسر عظامهم من قبل جنود جيش الاحتلال، ثم تم التخلي عنهم في الليل في حقل موحل. قدم الصليب الأحمر الدولي شكوى رسمية بعد تجاهل التقارير الصحفية المحلية. لم يقم جيش الاحتلال بمحاكمة الأمر في البداية. العقيد يهودا مئير تم تأنيبه، وأجبر على التقاعد، مع رتبة ضابط وحقوق المعاشات التقاعدية سليمة. ولم تتم مقاضاته إلا بعد أن قامت جمعية الحقوق المدنية لدى الاحتلال بإثارة قضية من خلال الاستئناف أمام المحكمة العليا التي قضت بأنه يجب أن يمثل للمحاكمة، والتي جرت في أبريل 1991. وكان مئير قائد منطقة نابلس المحلية المشرفة على العملية، وشهد أنه تصرف بموجب أوامر قادمة مباشرة من إسحاق رابين وأنه عندما اعترض على تحطيم العظام، رد رابين: «أنت تقوم بالعمل، سأهتم بوسائل الإعلام». شهد رؤساؤه أن الأوامر كانت فقط لاستخدام القوة في المطاردة والاعتقال. صدقت المحكمة الأخيرة ووجدت أن الأوامر قانونية، لكن مئير انحرف عن التعليمات.
ولا يزال الصراع قائم إلى هذه اللحظة، محاولات المستوطنين للاستيلاء على العُرمة بدأت منذ العام 1988 وتصدى لها أهالي بيتا الذين استبسلوا في الدفاع عنه، وارتقى منهم ثلاثة شهداء، مقابل ثلاثة قتلى في صفوف المستوطنين. كانت تلك الأحداث رسالة قوية للاحتلال من أهالي بيتا بأن العُرمة لن يكون لقمة سائغة، ومن آثار ذلك أن بيتا من القرى القليلة التي بقيت في منآى عن الزحف الاستيطاني بمنطقة جنوب شرق نابلس. حيث أن للجبل رمز تاريخي وهيو أنه يعتبر «العُرمة» الجبل الأعلى بعد جبل عيبال في المنطقة، وهو أعلى من كل المستعمرات المحيطة، ويشرف على بلدات بيتا وعورتا وحوارة وشرق نابلس. ويحوي الجبل آثارًا كنعانية يزيد عمرها عن 5 آلاف عام، تشمل بقايا قلعة و18 كهفًا ضخمًا كانت تستخدم لتخزين المياه والحبوب.

## السياحة والآثار
يتصل بالقرية من الناحية الشرقية خربتان أثريتان، فيهما بيوت رومانية مهدمة، إضافة إلى قلعة مرتفعة تعود للعصر الربونزي وتسمى العرمة، حيث يتوزع على أطرافها جمموعة من الحفر الصندوقية، يتراوح مساحة كل واحد منها ما بين 400 - 500 متر مربع، وهي محفورة داخل الصخر، وبعض السجون أهمها حبس خربة روجان وحبس الشايب في خربة عوليم، كما يوجد جنوب البلدة منطقة أثرية تسمى البالعة، وهي عبارة عن مغارة على جدرانها بعض التماثيل، يعود تارخيها للعهد الروماني، وكذلك مقام أبو زكري الذي يعود تارخيه للحروب الصليبية.

## الانتفاضة الأولى
أهالي بيتا كانوا من أوائل من شاركوا في الانتفاضة الأولى. ففي يوم 6 يونيو عام 1988 واجهوا بالحجارة مجموعة من قاطني المستعمرات الإسرائيلية القريبة من بيتا. وقد أستشهد يومها ثلاثه من سكانها، قتلهم بالرصاص أحد سكان المستعمرات المسلحين، وهم (موسى صالح داود).(وحاتم فايز) و (عصام داوود) وقد ادعى الإسرائيليون يومها أن إحدى سكان المستعمرات قد قتلت واتهم بذلك أهالي بيتا. الفتاة اسمها (تيرزا بورات) وقد جاء الاتهام بمصرعها دون الإشارة إلى أنها قتلت من طلقة نارية، ودون أي اعتبار إلى أن أهالي بيتا كانوا عزل من السلاح وقد هاجموا الإسرائيليين بالحجارة فقط، وأن مطلقي النار والمسلحين الوحيدين كانوا من إسرائيليين. فكان رده بأن هدم ثلاث عشرة منزلا في بيتاواعتقال ما يزيد عن ثلاثمئة مناضل من اهالي بيتا وابعاد ستة من الشباب المناضلين إلى خارج الوطن.